# Piotr Habdas
Piotr Habdas (* 31. Januar 1998) ist ein polnischer Skirennläufer. Er startet hauptsächlich in den technischen Disziplinen Riesenslalom und Slalom.

## Karriere
Habdas gab sein internationales Renndebüt am 26. Januar 2014 bei einem FIS-Riesenslalom in Pyhä. Sein erstes internationales Großereignis bestritt er wenige Monate später beim Europäischen Olympischen Winter-Jugendfestival in Vorarlberg/Liechtenstein. Dort erreichte er als beste Platzierung in einem Einzelrennen den 24. Rang im Slalom. Mit der Mannschaft belegte er den 5. Platz.
Seine ersten Juniorenweltmeisterschaften bestritt er im darauffolgenden Jahr in Sotschi, wobei er dort mit Rang 33 im Riesenslalom eine ähnliche Leistung erbrachte. Am 23. Oktober 2016 gab Habdas beim Riesenslalom von Sölden sein Weltcupdebüt, wobei er jedoch den zweiten Durchgang nicht erreichte.
2019 gewann Habdas seinen ersten polnischen Meistertitel, er siegte im Riesenslalom.
2023 startete Habdas erstmals bei Alpinen Skiweltmeisterschaften. In Courchevel/Méribel wurde er mit der Mannschaft neunter und belegte im Riesenslalom den 30. Platz. 
Am 8. Februar 2024 gewann er sein erstes Rennen im Rahmen eines Kontinentalen Cups. Er gewann den Slalom von Yongpyong im Rahmen des Far East Cups.

## Erfolge

### Weltmeisterschaften
- Courchevel/Méribel 2023: 9. Mannschaft, 30. Riesenslalom, DNQ Slalom
- Saalbach 2025: 10. Mannschaft, DNF Riesenslalom, DNF Slalom

### Juniorenweltmeisterschaften
- Sotschi 2016: 33. Riesenslalom, 46. Super-G, 52. Abfahrt, DNF Slalom, DNF Alpine Kombination
- Åre 2017: 45. Alpine Kombination, 55. Abfahrt, DNF Super-G, DNF Riesenslalom, DNF Slalom
- Val di Fassa 2019: DNF Riesenslalom, DNF Slalom

### Far East Cup
- Saison 2024/25: 5. Riesenslalomwertung
- 5 Podestplätze, davon ein Sieg

| Datum           | Ort       | Land     | Disziplin |
| --------------- | --------- | -------- | --------- |
| 8. Februar 2024 | Yongpyong | Südkorea | Slalom    |

### Australian New Zealand Cup
- 2 Platzierungen unter den besten 10

### Europäisches Olympisches Winter-Jugendfestival
- Vorarlberg/Liechtenstein 2015: 5. Mannschaft, 24. Slalom, 49. Riesenslalom

### Weitere Erfolge
- Polnischer Meister im Riesenslalom (2019)
- Polnischer Meister im Slalom (2019, 2020)
- Polnischer Meister im Super-G (2022)
- Polnischer Meister in der Alpinen Kombination (2022)
- Polnischer Vizemeister im Riesenslalom (2020)
- 8 Siege bei FIS-Rennen